# Pachnobia modesta
Pachnobia modesta är en fjärilsart som beskrevs av Warnecke 1962. Pachnobia modesta ingår i släktet Pachnobia och familjen nattflyn. Inga underarter finns listade i Catalogue of Life.